# Việt Nam Thông tấn xã (Việt Nam Cộng hòa)
Việt Nam Thông tấn xã (tiếng Anh: Vietnam Press Agency, tiếng Pháp: Agence Vietnam-Presse) viết tắt Việt Tấn Xã hay VTX, là hãng thông tấn chính thức của Quốc gia Việt Nam và Việt Nam Cộng hòa. Phần lớn thời gian từ khi thành lập năm 1951 cho đến khi giải thể do Sài Gòn thất thủ vào ngày 30 tháng 4 năm 1975, trụ sở Việt Tấn Xã đặt tại số 116-118 đường Hồng Thập Tự, Quận 3, Sài Gòn.

## Lịch sử
Việt Tấn Xã được thành lập theo Nghị định số 52-VP/BPTT ngày 22 tháng 1 năm 1951 và tổ chức lại theo Nghị định số 56-VP/BPTT ngày 1 tháng 8 năm 1952. Trong 4 năm đầu từ năm 1951 đến năm 1954, nó chỉ đóng vai trò biểu tượng hình thức, mọi hoạt động lúc bấy giờ đều lệ thuộc vào hãng thông tấn AFP của Pháp. Từ lúc Ngô Đình Diệm trở thành Thủ tướng Quốc gia Việt Nam năm 1954, Việt Tấn Xã mới thoát khỏi ảnh hưởng của Pháp. Sau khi Việt Nam Cộng hòa thành lập vào ngày 26 tháng 10 năm 1955, Việt Tấn Xã dần dần trở thành hãng thông tấn độc lập cung cấp tin tức khả dĩ đáp ứng được nhu cầu báo chí trong nước và nhiệm sở ngoại giao trên thế giới.

## Lãnh đạo
Dưới đây là danh sách Tổng Giám đốc Việt Tấn Xã từ năm 1951 cho đến năm 1975. 
| Số | Tên gọi          | Tại nhiệm   |
| -- | ---------------- | ----------- |
| 1  | Nguyễn Phước Hậu | 1951 – 1952 |
| 2  | Đoàn Quan Tấn    | 1952 – 1954 |
| ?  | Trần Văn Tuyên   | 1954 – ?    |
| ?  | Cao Văn Chiểu    | 1956 – 1957 |
| ?  | Nguyễn Thái      | 1957 – 1961 |
| ?  | Trương Bửu Khánh | 1961 – 1963 |
| ?  | Tôn Thất Thiện   | 1963        |
| ?  | Nguyễn Ngọc Linh | 1965 – 1968 |
| ?  | Trần Văn Lâm     | 1969 – 1973 |
| 16 | Phạm Hậu         | 1973 – 1975 |
| 17 | Nguyễn Ngọc Bích | 1975        |